# Banca centrale del Cile
La Banca centrale del Cile (spagnolo:  Banco Central de Chile) è stata costituita il 22 agosto del 1925 con decreto legge n. 486, sotto il governo del presidente Arturo Alessandri.
Questa iniziativa è nata come uno dei quattro progetti presentati in quell'anno da Edwin Walter Kemmerer, professore di economia dell'Università di Princeton, con lo scopo di ristrutturare il sistema monetario e finanziario del paese.
I progetti inclusi erano:
- una legge monetaria che cercasse di stabilizzare il valore della moneta del Cile ed ancorarlo al gold standard;
- la creazione della Banca Centrale del Cile;
- l'approvazione di un sistema bancario generale;
- l'approvazione della legge di bilancio.

La Banca centrale del Cile ha iniziato la sua attività pubblica l'11 gennaio 1926. L'istituzione ha iniziato le attività con un capitale sociale di 150 milioni di pesos, di cui è stato contribuito circa il 13% dallo Stato, il 40% dalle banche commerciali cilene e straniere che operano in Cile e il restante 47% dal pubblico, attraverso una sottoscrizione di azioni.

## Organizzazione
Il consiglio d'amministrazione è composto da dieci persone. Il presidente della Repubblica ha diritto a nominare tre componenti del consiglio, le banche commerciali cilene due, le banche estere uno, le associazioni rappresentative ne nominano tre ed infine il settore pubblico ha diritto a scegliere un membro.
Lo stesso consiglio d'amministrazione aveva il potere di nominare il governatore e vice-governatore della Banca. Il primo governatore è stato Ismael Tocornal e il suo vice Francisco Garcés Gana.
Un aspetto fondamentale implicito al funzionamento della Banca centrale del Cile, derivato dal modo in cui il consiglio di amministrazione viene costituito, è la sua capacità di funzionare in modo autonomo e indipendente dal governo. Dal punto di vista giuridico, ciò ha portato a conferire alla Banca un proprio status giuridico.

## Elenco dei governatori
Dall'anno della fondazione (1926) ad oggi si sono alternati al vertice della Banca centrale del Cile trentuno governatori:
| Progr. | Governatore                    | Periodo                        |
| ------ | ------------------------------ | ------------------------------ |
| I      | Ismael Tocornal                | 1926 - 1929                    |
| II     | Emiliano Figueroa Larraín      | 1929 - 1931                    |
| III    | Francisco Garcés Gana          | 1931 - 1932                    |
| IV     | Armando Jaramillo Valderrama   | 1932 - 1933                    |
| V      | Guillermo Subercaseaux Pérez   | 1933 - 1939                    |
| VI     | Marcial Mora Miranda           | 1939 - 1940                    |
| VII    | Enrique Oyarzún Mondaca        | 1940 - 1946                    |
| VIII   | Manuel Trucco Franzani         | 1946 - 1951                    |
| IX     | Arturo Maschke Tornero         | 1953 - 1959                    |
| X      | Eduardo Figueroa Geisse        | 1959 - 1961                    |
| XI     | Luis Mackenna Shiell           | 1962 - 1964                    |
| XII    | Sergio Molina Silva            | 1964 - 1967                    |
| XIII   | Carlos Massad Abud             | 1967 - 1970                    |
| XIV    | Alfonso Inostroza Cuevas       | 1970 - 1973                    |
| XV     | Carlos Matus Romo              | giugno 1973 – settembre 1973   |
| XVI    | Eduardo Cano Quijada           | 1973 - 1975                    |
| XVII   | Pablo Baraona Urzúa            | 1975 - 1976                    |
| XVIII  | Alvaro Bardón Muñoz            | 1977 - 1981                    |
| XIX    | Sergio de la Cuadra Fabres     | 1981 - 1982                    |
| XX     | Miguel Kast Rist               | aprile 1982 - settembre 1982   |
| XXI    | Carlos Cáceres Contreras       | settembre 1982 - febbraio 1983 |
| XXII   | Hernán Felipe Errázuriz Correa | febbraio 1983 - maggio 1984    |
| XXIII  | Francisco Ibánez Barceló       | maggio 1984 - gennaio 1985     |
| XXIV   | Enrique Seguel Morel           | 1985 - 1989                    |
| XXV    | Manuel Concha Martínez         | aprile 1989 - dicembre 1989    |
| XXVI   | Andrés Bianchi Larre           | 1989 - 1991                    |
| XXVII  | Roberto Zahler Mayanz          | dicembre 1991 - giugno 1996    |
| XXVIII | Carlos Massad Abud             | 1996 - 2003                    |
| XXIX   | Vittorio Corbo Lioi            | 2003 - 2007                    |
| XXX    | José de Gregorio Rebeco        | 2007 - 2011                    |
| XXXI   | Rodrigo Vergara Montes         | 2011 -                         |